# Basin Street Blues
A Basin Street Blues című dal egy 1928-ban Spencer Williams írt és először Louis Armstronggal ugyanabban az évben rögzített zeneszám.
A később a dalhoz írt „Jössz-e velem Mississippibe... (Won't you come along with me/To the Mississippi)” szöveg Glenn Millertől és Jack Teagardentől származik.
A Basin Street pedig egy New Orleans-i utca (Los Angeles, Egyesült Államok).
A dal hamarosan Dzsessz-sztenderddé vált.
|  |  |

- Basin Street Blues

Nem tudod lejátszani a fájlt?

## Filmek
- 1954: The Glenn Miller Story
- 1995: Casino, r.: Martin Scorsese
- 2008: The Curious Case of Benjamin Button, r.: David Fincher
- 2016: 20th Century Women de Mike Mills

## Híres felvételek
- Ella Fitzgerald, Louis Armstrong
- https://www.youtube.com/watch?v=Hhfe1SUe2-A Miles Davis]
- Andrea Motis veu, saxos i trompeta, Josep Maria Farràs trompeta, Joan Chamorro contrabaix, Ignasi Terraza piano, Ramon Angel Rey bateria
- Waller
- Louis Prima
- Andrea Motis & Ricard Gili
- Laverne Butler
- Carling family
- Sam Cooke
- The Mills Brothers
- Ray Charles
- Big Bad Voodoo Daddy
- Julie London
- Preservation Hall Jazz Band
- Shirley Horn
- Keith Jarrett trio
- Sidney Bechet

...